# Concattedrale di Santa Maria Annunziata
La concattedrale di Santa Maria Annunziata è il luogo di culto cattolico più importante di Priverno e concattedrale della diocesi di Latina-Terracina-Sezze-Priverno.

## Storia
La diocesi di Priverno ha origini molto antiche (figure di martiri dei primi secoli e il rinvenimento recente dei resti dell'antica Cattedrale paleocristiana nel sito archeologico di Privernum, città romana). Ma le prime testimonianze certe (documenti e atti di giurisdizione) risalgono alla seconda metà dell'VIII secolo, quando tra i firmatari degli atti del Concilio lateranense indetto da papa Stefano III compare anche la firma del vescovo Bonifacio di Priverno. La cattedrale diocesana, anch'essa assai remota, fu distrutta da un incendio nel 1159, in seguito ricostruita e consacrata da papa Lucio III nel 1183. L'edificio fu ristrutturato con vari tentativi a partire dal Seicento fino a raggiungere l'impianto attuale con l'aggiunta delle cappelle laterali. Il restauro definitivo, avvenuto tra il 1776 ed il 1780, ha apportato dei rimaneggiamenti in stile barocco d'impronta centro meridionale.

## Descrizione

Interno

La facciata del Duomo è preceduta da un portico a tre arcate con pilastri rafforzati da contrafforti ed affiancati da colonne di stile corinzio. Ognuna delle colonne è sorretta da figure di animali, tra le quali si possono distinguere il cavallo, l'orso, il leone, il leopardo, la leonessa ed il bue. Altri animali sono scolpiti nei capitelli e negli archivolti delle arcate: un serpente, un'aquila e scene di caccia. Si tratta di uno dei migliori esempi di Bestiario medievale. Nella parete sinistra del portico è la lapide che ricorda la consacrazione del 1183 (in questa lapide, nel fondo, si fa citazione del restauro del Settecento, che ha dato alla Cattedrale l'impianto attuale: barocco di scuola napoletana. Un'altra lapide ricorda la riconsacrazione ad opera di papa Sisto V.
L'interno della chiesa è a tre navate con transetto, abside e otto cappelle laterali (tra cui il battistero). Nelle cappelle sono conservate diverse opere d'arte, tra cui due opere lignee del XV e XVII secolo raffiguranti un Crocifisso e una Deposizione di Cristo, una tavola bizantina (restaurata nel Quattrocento dal pittore locale Pietro Coleberti) raffigurante la Madonna d'Agosto, patrona della città, della diocesi e del Comprensorio Lepino che fa da corona alla fertile Valle del fiume Amaseno. La cappella del Sacramento fu progettata da Pomponio Palombo pittore e architetto attivo a Priverno nella seconda metà del XVI secolo. Nel duomo sono conservate, al di sopra dell'altare delle reliquie dei martiri locali e non solo, le reliquie del teologo medievale san Tommaso d'Aquino, consistenti nel cranio del Santo Dottore e in due ampolle di grasso.
San Tommaso è il patrono di Priverno e della diocesi (di quella antica come di quella attuale) e viene celebrato solennemente in due momenti: il 28 gennaio (festa minore) che ricorda la traslazione del suo corpo da Fossanova a Tolosa, ma soprattutto il 7 marzo, data del suo transito avvenuto a Fossanova nel 1274. Tale evento assume il carattere della solennità. Viene celebrato con iniziative religiose, culturali e sociali. Alle celebrazioni religiose si affiancano conferenze e incontri culturali e manifestazioni popolari (una simpatica fiera per le vie cittadine).
Priverno fa parte dell'Itinerario tomistico e della Via Francigena del Sud.
Nel 2017 è stato girato sulla scalinata della Basilica il video della canzone "Piccola anima" con Elisa ed Ermal Meta.